# اندیس گلستانی
گلستانی یک اندیس فلزی است که در حوالی شهر دره دانی استان سمنان قرار دارد و مادهٔ معدنی موجود در آن، سرب و روی است.  